# Барнаул (Курганская область)
Барнау́л — деревня Варгашинского района Курганской области, входит в состав Мостовского сельсовета.

## География
Деревня расположена к востоку от озера Барнаул, в 37 км к северу от пгт Варгаши.

### Часовой пояс
Барнаул, как и вся Курганская область, находится в часовой зоне МСК+2. Смещение применяемого времени относительно UTC составляет +5:00.

## Историческая справка
3 декабря 1859 года и 28 августа 1860 года во вновь образованную деревню Барнаульскую было переселено 89 душ мужского пола (с семьями) из села Носково и 3 из деревни Травной Марайской волости Курганского округа Тобольской губернии. Все переселённые в деревню Барнаулку из старосельческих (сибирских) семей. Их фамилии: Вагин, Голодных, Карпов, Караякин, Комшилов, Меньщиков, Меринов, Плотников, Рожин, Стефанов, Худяков, Шабуров, Шишминцев, Ярушников. Разукрупнение произошло в связи с тем, что в 1848—55 годах в Марайскую волость прибыло значительное число переселенцев из европейской части Российской империи. Переселенцы, поселённые в Носково образовали деревню Носково (впоследствии село Россия-Носково).
В июне 1918 года установлена белогвардейская власть.
22 августа 1919 года красный 269-й Богоявленско-Архангельский полк переправился через р. Тобол у с. Белозерское. С 24 августа 1919 года началось общее отступление белых войск 2-й армии генерала Н. А. Лохвицкого, по всему фронту. 3-я Оренбургская казачья бригада оставив арьергарды у с. Марайского (ныне Мостовское) и с. Заложное отошла южнее д. Старопершино. Их должны были сменить на позиции части 2-й Сибирской казачьей дивизии, чей штаб был в д. Мал. Молотово (ныне с. Яблочное), чей 4-й Сибирский казачий полк расположился в дд. Бол. Молотово и Нюхалово (ныне Заозерная), а 5-й Сибирский казачий полк находился севернее, выслав одну из сотен к с. Боровское и д. Дианово. 25 августа 1919 года 4-й и 5-й Сибирские казачьи полки отказались исполнять боевой приказ и выступать на позиции для смены казаков-оренбуржцев. Наиболее ненадежной из оставшихся, была признана 1-я сотня 4-го Сибирского казачьего полка. Все составлявшие ее 108 казаков, а так же еще 34 наиболее ненадежных казаков из других сотен, были отправлены под надзор в 18-ю Сибирскую стрелковую дивизию. Остальные сотни 4-го и весь 5-й Сибирский казачий полк, было решено отвести через с. Уктуз к городу Петропавловск, где держать под усиленным наблюдением. К вечеру 26 августа 1919 года красный 263-й Красноуфимский полк занял д. Молотово и с. Мостовское (ныне Мал. Мостовское).
1 сентября 1919 года началась последняя крупная наступательная операция Русской Армии адмирала А. В. Колчака. 24 сентября 1919 года, основной удар белой 12-й Уральской дивизии, был перенесен на правый фланг красной 27-й дивизии, на участок 2-й бригады Шеломенцева. 25 сентября 1919 года, на участке 2-й бригады Шеломенцева, красный 240-й Тверской полк с 5-м отрядом особого назначения, с утра выступил из с. Арлагуль на д. Прудки чтобы восстановить утраченное накануне положение. Они заняли деревню без боя, но их атаковали 32-й Прикамский полк, Отдельный учебный морской батальон и 45-й Урало-Сибирский полк. К вечеру 240-й Тверской полк, в котором осталось менее 100 штыков, отошел в д. Старопесьяное. Развивая удар, белый 45-й Урало-Сибирский полк выступил из д. Прудки (Прилогино) на д. Камышное. За ним из д. Щетниково наступал 12-й Оренбургский казачий полк. В 2 километрах западнее д. Камышное находились красные 241-й Крестьянский и 238-й Брянский полки. Оба красных полка снялись с позиций и отошли на 2,5 километра от деревни, а к вечеру прибыли в д. Попово (241-й полк) и в д. Лихачи (238-й полк). 239-й Курский полк с утра занимал позицию в 3 километрах восточнее д. Высоково. Его атаковал 30-й Сибирский Чернореченский полк, с эскадроном 12-го Уральского конного дивизиона. Из д. Кузнецово подошел белый 47-й Тагильско-Челябинский полк с Челябинской казачьей сотней, 3-й Уфимо-Самарский и 6-й Исетско-Ставропольский казачьи полки генерала Мамаева. Преследуя красных белые 48-й Туринский и 30-й Сибирский Чернореченский полки заняли с. Арлагуль. За ними туда же вошла казачья бригада генерала Мамаева, и продолжила наступление на с. Михайловка. Остатки красного 239-го Курского полка (250 штыков) отошли к д. Бол. Моховое. 26 сентября 1919 года заняв д. Новотроицкое, белый 30-й Аскинский полк продолжил наступление на дд. Бол. Моховое и Старопесьяное, а 31-й Стерлитамакский полк (6 рот, 300 штыков, 6-7 пулеметов) выступил по дороге на д. Рямово. В это время, белые 3-й Уфимо-Самарский и 6-й Исетско-Ставропольский казачьи полки Мамаева с одной конной батареей, пройдя западнее с. Михайловки, обошли отступающие красные полки и вышли к д. Барнаул, где находился батальон красного 237-го Минского полка и штаб 1-й бригады Г. Д. Хаханьяна. Все попытки казаков атаковать деревню были отбиты. Действовавшие днем у д. Барнаул, белые 3-й Уфимо-Самарский (400—500 сабель) и 6-й Исетско-Ставропольский (350—400 сабель) казачьи полки генерала Мамаева, к вечеру двинулись на восток, а красные отошли на с. Марайское. 27 сентября 1919 года со стороны д. Барнаул белые атаковали с. Заложное. 28 сентября 1919 года начдив 27-й дивизии А. В. Павлов приказал, хотя бы удержать занимаемые позиции: комбригу Шеломенцеву — по линии дд. Барашково — Камышное, Г. Д. Хаханьяну — дд. Травное — Носково, И. Ф. Блажевичу — дд. Акатьево — Боровское. На участке 1-й бригады Хаханьяна, с утра, красный 237-й Минский полк Колесникова занимал д. Травное. Против него, в д. Обменово стоял белый 31-й Стерлитамакский полк и здесь же, находился штаб 4-й Уфимской дивизии. Восточнее д. Бол. Заложное, занимали позиции красные 236-й Оршанский Степанова и 243-й Петроградский полки. Днем, на них начали наступать со стороны д. Барнаул белый 16-й Татарский полк и Челябинский конно-партизанский отряд Сорочинского, при поддержке огня белой батареи из 3 орудий. Днем 30 сентября 1919 года красные полки отошли за Тобол.
13 октября 1919 года в штаб красной 27-й дивизии пришел приказ командарма о наступлении. В ночь на 14 октября 1919 года, они перешли в наступление по всему фронту. К вечеру 20 октября 1919 года 235-й Невельский полк с боем занял д. Носково. 236-й Оршанский полк с 3-й Крестьянской батареей окопались не доходя 3 километров до д. Травная. 237-й Минский полк с двумя орудиями 1-й Особой батареи не доходя 2 километров до д. Носково, так же встретил занявшие оборону части белой 4-й Уфимской дивизии. С утра 21 октября на участке 1-й бригады Хаханьяна 235-й Невельский полк вместе с двигавшимся из резерва из д. Крутиха батальоном 237-го Минского полка, перешли в наступление на с. Бол. Заложное, которую взяли с боем. 22 октября белый 45-й Урало-Сибирский полк (200 штыков), при поддержке огня своей артиллерии, стали наступать из д. Барнаул на с. Бол. Заложное, где оборонялся красный 235-й Невельский полк с батальоном 237-го Минского полка. После часового боя, стрелкам 45-го Урало-Сибирского полка удалось ворваться на восточную окраину села. В это же время, 12-й Уральский конный дивизион в конном строю обошел с. Бол. Заложное с севера. Изрубив до 50 красноармейцев, белая конница заняла северную окраину села. Красные перешли в контратаку. Удар пришелся прямо в левый фланг 45-го Урало-Сибирского полка. К вечеру, после продолжительного боя, красный 235-й Невельский полк занял д. Барнаул. Со стороны д. Молотово отступал белый 47-й Тагильско-Челябинский полк. Обнаружив занявших д. Барнаул красных, белая колонна кружным путем обошла селение и соединилась с отступавшим на д. Старопершино 45-м Урало-Сибирским полком. Преследуя их, красные остановились, не доходя 4 километров до д. Старопершино. В 45-м Урало-Сибирском полку осталось всего 109 штыков, а в 47-м Тагильско-Челябинском — 132 штыка. С утра 23 октября красный 235-й Невельский полк, выступив с утра из д. Барнаул, к полудню занял дд. Крошино и Михайловское, а штаб комбрига прибыл в д. Барнаул.
В 1919 году образован Барнаульский сельсовет. 14 июня 1954 года Барнаульский сельсовет упразднён.

### Часовня
Не позднее 1913 года построена часовня во имя Пророка Божия Илии, числившаяся в приходе Богоявленской церкви села Марайского.
В 1923 году по решению общего собрания жителей деревни в здании часовни размещена школа.

### Сельсовет
- Барнаульский сельсовет образован в 1919 году в Марайской волости Курганского уезда.
- Постановлениями ВЦИК от 3 и 12 ноября 1923 года в составе Курганского округа Уральской области РСФСР образован Марайский район.
- В начале 1924 года Барнаульский сельсовет упразднён, территория вошла в Марайский сельсовет.
- В декабре 1925 года вновь образован Барнаульский сельсовет, выделен из Марайского сельсовета.
- Постановлениями ВЦИК от 1 января 1932 года Марайский район упразднён, Барнаульский сельсовет передан в Мокроусовский район.
- Постановлением ВЦИК от 17 января 1934 года Мокроусовский район вошёл в состав вновь образованной Челябинской области.
- Постановлениями ВЦИК от 18 января 1935 года образован Мостовской район, в состав которого включён Барнаульский сельсовет.
- Указом Президиума Верховного Совета СССР от 6 февраля 1943 года Мостовской район включён в состав Курганской области.
- Указом Президиума Верховного Совета РСФСР от 14 июня 1954 года Барнаульский сельсовет упразднён, территория включена в состав Марайского сельсовета.
- Указом Президиума Верховного Совета РСФСР от 31 июля 1958 года с. Марайское переименовано в с. Мостовское, а существующее с. Мостовское — в Малое Мостовское, переименованы были и сельсоветы.
- Указом Президиума Верховного Совета РСФСР от 1 февраля 1963 года Мостовской район упразднён, территория вошла в состав укрупнённого Варгашинского сельского района.

### Население сельсовета
- По данным переписи 1926 года в Барнаульском сельсовете проживало 395 чел., в том числе
  - в д. Барнаул 395 чел., в том числе русских 383 чел., киргиз. 12 чел.

## Население
| 1893 | 1912 | 1926 | 1989 | 2002 | 2006 | 2010 |
| ---- | ---- | ---- | ---- | ---- | ---- | ---- |
| 221  | ↗345 | ↗395 | ↘28  | ↘2   | ↗3   | ↘1   |

Национальный состав
- По переписи населения 2002 года проживало 2 человека, все русские.
- По переписи населения 1926 года проживало 395 человек, из них русские 383 чел., киргизы (казахи) 12 чел.

## Общественно-деловая зона
- В деревне Барнаул расположен четырёхгранный трёхъярусный обелиск, увенчанный пятиконечной звездой, на кирпичном основании. На памятнике установлена доска с фамилиями барнаульцев, погибших на фронтах Великой Отечественной войны[7].
- В деревне Барнаул расположен зерносклад.
- Кладбище деревни Барнаул, площадью 1,5 га, расположено за границами населённого пункта, у восточной границы деревни, в 915 метрах от жилой застройки.

## Транспортная инфраструктура
- Основу транспортного каркаса составляет автомобильная дорога «Варгаши — Мостовское — Крутихинское», 37 ОП МЗ 37 Н — 0302, IV техническая категория, покрытие асфальтовое, связывающая д. Барнаул с районным центром и автомобильной дорогой федерального значения Р-254 «Иртыш».
- Подъезд к д. Барнаул от дороги 37 ОП МЗ 37 Н — 0302 проходит по дороге 37 ОП МЗ 37 Н — 0315, протяженностью 10,1 км, покрытие грунтовое.